# Megan Cressey
Megan Cressey (ur. 19 października 1999) – kanadyjska narciarka dowolna, specjalizująca się w slopestyle'u i big air.
Pierwszy raz na arenie międzynarodowej pojawiła się 28 lutego 2016 roku w Canada Olympic Park, gdzie w zawodach Nor-Am Cup zajęła piąte miejsce w slopestyle'u. W Pucharze Świata zadebiutowała 24 marca 2018 roku w Québecu, kończąc rywalizację w big air na trzeciej pozycji. W zawodach tych wyprzedziły ją jedynie jej rodaczka, Dara Howell i Włoszka Silvia Bertagna. Tym samym już w swoim debiucie nie tylko zdobyła pierwsze punkty, ale od razu wywalczyła miejsce na podium. Nie startowała na igrzyskach olimpijskich ani mistrzostwach świata.

## Osiągnięcia

### Puchar Świata

#### Miejsca w klasyfikacji generalnej
- sezon 2017/2018: 106.

#### Miejsca na podium w zawodach
1. Québec – 24 marca 2018 (Big Air) – 3. miejsce